# Stenotarsus longus
Stenotarsus longus es una especie de coleóptero de la familia Endomychidae.

## Distribución geográfica
Habita en Papúa Nueva Guinea.